# (18689) Rodrick
(18689) Rodrick (1998 FR124) – planetoida z pasa głównego asteroid okrążająca Słońce w ciągu 4,77 lat w średniej odległości 2,83 j.a. Odkryta 24 marca 1998 roku.